# Помідор
Помідо́р їстівний, тома́т (Lycopersicon) — вид квіткових рослин з роду паслін родини пасльонові.

## Опис
Однорічна (у тропічних зонах — багаторічна) трав'яниста або напівкущова рослина заввишки 40—120 см. Цвіте в червні — вересні. Листки непарноперисторозсічені, з довгасто-яйцеподібними листочками. Квітки двостатеві, дрібні, жовті, на довгих ніжках, зібрані півзонтиками. Плід — велика куляста або видовжена, соковита, м'ясиста, дво- чи багатокамерна ягода.

## Застосування
Відомо сім видів помідорів, які дико ростуть у тропічній Америці. Найважливіше господарське значення має один вид: Помідор звичайний або їстівний (L. esculentum) — овочева культура. Плоди містять велику кількість вітамінів (B1, B2, C, P, PP), провітамін A, цукри (2.1—8.8 %), яблучну та цитринову кислоту та мінеральні речовини. Помідори споживають сирими, вареними, соленими, маринованими; з них виготовляють томатний сік, томат-пюре. Іноді рід помідор об'єднують із родом паслін (лат. Solanum).

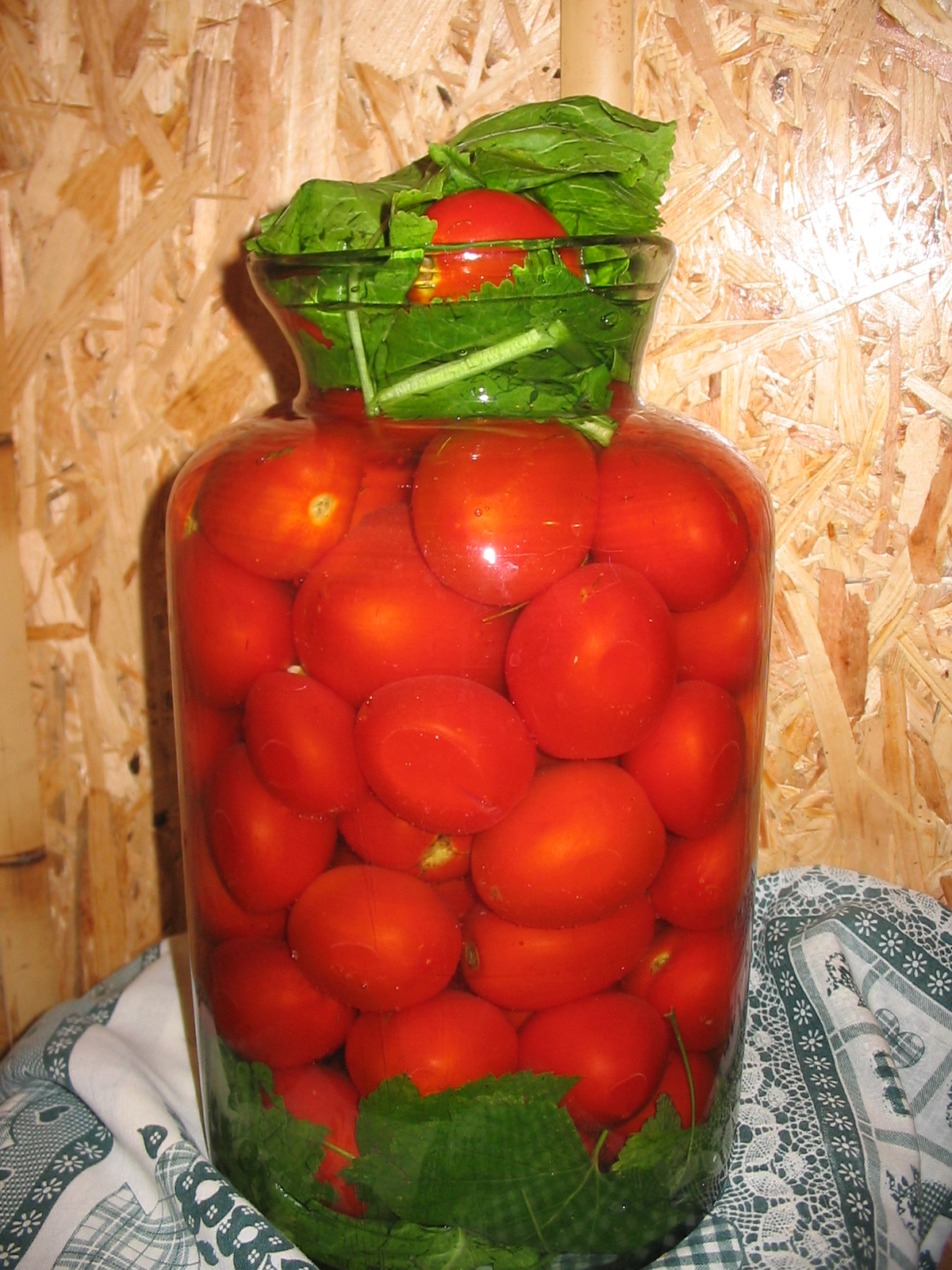
Помідори квашені

## Історія
Батьківщина помідорів — Центральна й Південна Америка, де й досі трапляються дикі й напівкультурні форми помідорів. Одомашнили їх мешканці Мексики, що дали рослині та її плодам назву «чі-томатль» («великий фізаліс»). За доби ацтеків помідори додавали до соусів, смажили, тушкували, а також сплачували ними данину.
В 1498 році Христофор Колумб вперше привіз помідори в Іспанію і Португалію. Європейці скоротили їхню назву до «томат». Перші описи рослини походять з Італії першої половини 16 століття. В 1544 році П'єтро Андреа Матіолі (Pietro Andrea Matthioli) в своєму описі рослини назвав її «Pomi d'oro» (золоте яблуко), а 1554 року він ввів латинський термін Mala aurea, що має такий же переклад.
В XVII й XVIII століттях ці рослини використовували насамперед як декоративні. У Північній Америці помідори тривалий час вважали смертельно отруйними.[джерело?] Втім, відома легенда про те, що зі згоди англійського короля Георга III цими «червоними ягодами» намагалися «отруїти» борця за незалежність США Джорджа Вашингтона, який, звичайно ж, вдало пережив «замах», є вигадкою, створеною у 1959 році. Були також відомі окремі випадки медичного використання — в англійському перекладі книги Турнафорта (Tournafort) «The Complete Herbal» (1719) згадується, що вже в той час плоди помідорів їли в Італії. А вже наприкінці 18 століття, згідно з енциклопедією «Британіка», вживання плодів помідорів в їжу стало звичним і буденним.

## Розсада
Сіянці помідорів починають розсаджувати, щойно виростуть два листочки. Найкраще пікірувати у півлітрові пластикові стаканчики. Щоби корінь краще прийнявся, наступні п'ять днів розсаду не поливають.
Добрим насінням вважають взяте з дозрілих плодів. Насіння з недозрілих томатів має велику вологість і при висиханні втрачає свою схожість. Якість оцінюють за зовнішніми ознаками. Насіння повинне бути з округлими краями, повне, зберігати своє забарвлення. Незріле при висиханні покривається зморшками. Насіння обов'язково потрібно просушити і впорядкувати, щоб виростити гарні томати [Архівовано 6 грудня 2017 у Wayback Machine.].
Якщо починає скручуватися листя — на розсаду впала хвороба. Півсклянки молока розводять у літрі води. Обприскують розсаду вранці. При світлі рослина краще вбирає розчин.. Ще краще скористатися сироваткою, як сепараторною, так і від кислого молока. Розсаду не підгортають, але якщо при пророщуванні ґрунт був неоднорідний, то буває, що паросток ніби «викидає» на поверхню. Тоді можна підсипати кілька міліметрів. Можна мульчувати ґрунт навколо уже висаджених кущів торфом або хвойними голками, що дуже неприємно жукам. Однак слід остерігатися, аби не переборщити із кислотністю.
Помідорну розсаду не можна тримати з баклажанами. Це згубно для обох, але якщо помідор просто гальмує розвиток, то найбільша біда для баклажана: він не росте, а листя стає багрове.

## Перезапилення
Помідор відносяться до самозапильних рослин, хоча у південних областях деякі сорти перезапилюються між собою. Щоб штучно отримати гібрид між двома сортами, потрібно видалити вручну пиляки з квітки материнської рослини і перенести на приймочку маточки пилок іншого сорту.
Уникнути перезапилення можна лише в теплиці без доступу комах або ізоляцією суцвіття чи окремої квітки, плід з якої буде використано для отримання насіння.

### Деякі сорти помідорів

Вирощування помідора 'Кронос' у плівковій теплиці

- Білий велетень
- Волове серце
- Вишеньки
- Зелена сосиска
- Зелений Черокі
- Золото скіфів
- Кронос
- Черрі
- Штамбові томати

## Цікаві факти
- У той час, коли українські селяни раділи знайомству із «псинками» (або «нимидорами»), лікуючи ними опіки, мозолі, заквашуючи їх разом із огірками, у США і Західній Європі помідори садили на газонах і в ботанічних садах і навіть підкладали в їжу як отруту, а дехто обходив десятою дорогою це «сатанинське бадилля».
- У Кам'янці-Дніпровській на Запоріжжі стоїть скульптура «Слава помідору!»
- Найбільший жовтий сорт виведений в Новосибірську і носить назву «Золотиє Купола». Заявлена вага — 400—800 г. Попри назву, цей помідор дуже примхливий, і молода поросль гине ще не виткнувшись із землі, щойно випустити її з поля зору на кілька днів.